# Millbrae Intermodal Terminal
Millbrae Intermodal Terminal es una estación en las líneas Pittsburg/Bay Point–SFO/Millbrae (de lunes a viernes durante el día) y Richmond–Millbrae (durante los fines de semana) del BART y Caltrain. La estación se encuentra localizada en 200 North Rollins Road en Millbrae, California. La estación Millbrae Intermodal Terminal fue inaugurada el 22 de junio de 2003. El Distrito de Transporte Rápido del Área de la Bahía es la encargada por el mantenimiento y administración de la estación.

## Descripción
La estación Millbrae Intermodal Terminal cuenta con 2 plataformas centrales y 2 vías. La estación también cuenta con 2,900 de espacios de aparcamiento.

## Conexiones
La estación es abastecida por las siguientes conexiones de autobuses: 
- SamTrans 
 359 
 390 
 391 
 397